# عيسى باي (كاسان)
عيسى باي هي بلدة في مقاطعة كاسان في ولاية قشقداريا في أوزبكستان.